# Maria Piątkowska
Maria Piątkowska (Goleni, Distrito de Edineț, 24 de febrero de 1931-Varsovia, 19 de diciembre de 2020) fue una atleta polaca especializada en la prueba de 80 m vallas, especialidad en la que consiguió ser medallista de bronce europea en 1962.

## Carrera deportiva
En el Campeonato Europeo de Atletismo de 1962 ganó la medalla de bronce en los 80 m vallas, con un tiempo de 10.6 segundos, llegando a meta tras su paisana polaca Teresa Ciepły -la alemana Karin Balzer- y empatada con otra alemana, Erika Fisch.